# 大久保昭男 (声楽家)
大久保 昭男（おおくぼ あきお、生年月日非公表）は、日本の声楽家（バリトン）、音楽教育者。

## 経歴
1953年（昭和28年）東京藝術大学音楽学部声楽科卒業。矢田部勁吉に師事。
1953年（昭和28年）5月NHKオーディションに合格。1954年（昭和29年）2月二期会オペラ近衛秀麿指揮、青山杉作演出による『カルメン』のモラレス役でデビュー。同年5月日本楽劇協会・二期会オペラ山田耕筰：本人指揮『黒船』（初演）、長門美保歌劇団ドヴォルザークのオペラ石井歓指揮、青山圭男演出による『ルサルカ』（初演）等にも出演した。1959年（昭和34年）にドイツ・リート、日本歌曲による第一回リサイタルを開催した。
1960年（昭和35年）、畑中良輔の求めに応じて慶應義塾ワグネル・ソサィエティー男声合唱団のヴォイストレーナーに就任。以降、関西学院グリークラブ、同志社グリークラブ、明治大学グリークラブ、立教大学グリークラブ、上智大学グリークラブ、早稲田大学コール・フリューゲル、法政大学アカデミー合唱団、早稲田高等学院グリークラブ、大東文化大学混声合唱団、東京経済大学グリークラブ、しなの合唱団、長崎アカデミー合唱団、新宿混声合唱団など、ヴォイストレーニングの第一人者として関東・関西で幅広く活躍。
元長門美保歌劇団所属、元東京藝術大学講師、元昭和音楽大学短期大学部教授。

## エピソード
ニックネームは「ダグ」「ダグ先生」。由来は、戦後間もなく朝日新聞に掲載された漫画『ブロンディ』のダグウッドという夫に髪の形がそっくりだったからだという。一部にある「ダックスフント」が由来という説は誤解。